# Jaén (tartomány, Spanyolország)
Jaén egy tartomány Spanyolországban, Andalúzia autonóm közösségben.

## Nevezetességek
A tartomány területén található a Despeñaperros Natúrpark.